# André Campos Moreira
André Campos Moreira (Ribeirão, 2 december 1995) is een Portugees voetballer die als doelman speelt. Hij wordt door Atlético Madrid verhuurd aan CF União.

## Clubcarrière
André Moreira werd geboren in Ribeirão en speelde in de jeugd bij GD Ribeirão. In 2013 debuteerde hij in het eerste elftal. In totaal speelde hij zestien competitieduels voor Ribeirão. In 2014 tekende de doelman een zesjarig contract bij Atlético Madrid. Hij werd tijdens het seizoen 2014/15 verhuurd aan Moreirense. Het seizoen erop werd hij verhuurd aan CF União. Op 16 augustus 2015 debuteerde André Moreira in de Primeira Liga in de lokale derby tegen CS Marítimo.

## Interlandcarrière
André Moreira speelde acht interlands voor Portugal –19 en negen interlands voor Portugal –20. In 2015 was hij met Portugal –20 actief op het WK voor spelers onder 20 jaar in Nieuw-Zeeland.